# Александровка (Червенский район)
Александровка (бел. Аляксандраўка) — деревня в Червенском районе Минской области Беларуси. Входит в состав Ляденского сельсовета.

## Географическое положение
Расположена в 19 километрах к юго-востоку от Червеня, в 81 км от Минска, в 20 км от железнодорожной станции Гродянка линии Гродянка—Верейцы.

## История
На 1885 год урочище в составе Юровичской волости Игуменского уезда Минской губернии. Согласно переписи населения Российской империи 1897 года застенок, где было 28 дворов, проживали 168 человек. В начале XX века здесь насчитывалось 37 дворов и 258 жителей. В 1909 году в Александровке открыто земское народное училище, где насчитывалось 53 ученика (45 мальчиков и 8 девочек). На 1917 год деревня, где было 52 двора, 289 жителей, в составе Хуторской волости. С февраля по декабрь 1918 года деревня была оккупирована немцами, с августа 1919 по июль 1920 — поляками. После Октябрьской революции 1917 года на базе народного училища была открыта рабочая школа 1-й ступени, где учились 44 ребёнка. В 1922 году в качестве школы было построено отдельное здание, где также работала небольшая библиотека. 20 августа 1924 года вошла в состав вновь образованного Горецкого сельсовета Червенского района Минского округа (с 20 февраля 1938 — Минской области). Согласно переписи населения СССР 1926 года насчитывалось 56 дворов, проживали 262 человека. В 1929 году в деревне был организован колхоз «Страна Советов». Во время Великой Отечественной войны деревня была оккупирована немецко-фашистскими захватчиками в июле 1941 года. В районе деревни действовали партизаны бригады «Красное Знамя». Освобождена в начале июля 1944 года. 16 июля 1959 года в связи с упразднением Горковского сельсовета деревня вошла в состав Ляденского сельсовета. На 1960 год её население составило 152 человека. В 1980-е годы деревня относилась к совхозу «Горки». На 1997 год здесь было 14 жилых домов и 23 жителя. На 2013 год 6 круглогодично жилых домов, 8 постоянных жителей. На 2024 год 10 постоянных жителей.

## Население
- 1897 — 28 дворов, 168 жителей
- начало XX века — 37 дворов, 258 жителей
- 1917 — 52 двора, 289 жителей
- 1926 — 56 дворов, 262 жителя
- 1960 — 152 жителя
- 1997 — 14 дворов, 23 жителя
- 2013 — 6 дворов, 8 жителей
- 2024 – 10 жителей